# Klarion (programski jezik)
Klarion (engl. Clarion) je programski jezik četvrte generacije sa integrisanim razvojnim okruženjem, koji je namenjen za programiranje aplikacija za obradu podataka. Ovaj programski jezik je kompatibilan sa ISAM, SQL i ADO metodama pristupa podacima, takođe može da čita i upisuje podatke u različite desktop formate datoteka, kao što su ASCII, CSV, DOS (Binary), FoxPro, Clipper, dBase, kao i u neke relacione baze podataka uključujući ODBC, MS SQL SERVER i Oracle, pri čemu koristi ugrađene drajvere za pristup ovim formatima datoteka odnosno baza podataka. Klarion može da se koristi i za kreiranje izlaznih podataka u HTML, XML, PDF, tekstualnom i mnogim drugim formatima.

## Klarionovo razvojno okruženje
Klarionovo razvojno okruženje (Clarion Development Environment - IDE) je najvažnija komponenta programskog jezika Klarion. IDE generiše programski kod preko sistema šablona (Clarion Templates) koji omogućava progamerima da opišu program na višem nivou apstrakcije. Sa tog višeg nivoa apstrakcije generator koda proizvodi programski kod, koji se kasnije kompajlira i linkuje kao i svaki drugi kod. Klarionov generator koda spada u 4GL alate.
Sloj za generisanje koda nije obavezan. Moguće je u potpunosti kreirati program pisanjem programskog koda (takozvano programiranje u trećoj generaciji programskih jezika - 3GL), pri čemu se zaobilazi korišćenje svih funkcionalnosti generatora koda.
Kada se šabloni (templejti - templates) koriste za generisanje programskog koda, programerima je omogućeno da ubace vlastiti kod u generisani kod, da bi izmenili, ili proširili funkcionalnosti koje nude šabloni. Ovaj proces ubacivanja novog koda omogućen je uz istovremeni uvid u generisani kod. Kod koji je ubacio programer ostaje nepromenjen pri ponovnom pokretanju generisanja koda po šablonu. Šabloni na osnovu kojih se generiše programski kod su pisani u izvornom kodu, tako da programeri mogu kreirati svoje vlastite šablone. Postoji velika kolekcija šablona stvorena od strane mnogih programera, koji se  nude kao komercijalni ili besplatni dodaci. Novije verzije softvera omogućavaju i kreiranje internet aplikacija, bez poznavanja Jave.

## Rad sa podacima
Klarion je dizajniran za rad sa podacima i može se koristiti za pristup velikom broju raznovrsnih baza podataka.
Osnova za rad sa podacima je rečnik podataka (Data Dictionary) u kojem se formalno deklarišu tabele sa podacima i, opciono, relacije među njima. On je od suštinskog značaja, jer ga koriste šabloni pri generisanju programa. Svaka promena na nivou rečnika podataka izaziva automatske promene u samom programu.
Rečnik podataka omogućava deklaraciju tabela sa podacima koja je nezavisna od izvora podataka. Promena baze podataka kojoj pristupa program je relativno jednostavna i podrazumeva samo promenu drajvera za pristup podacima korišćenjem standardnog DLL interfejsa, pri čemu se ne mora voditi računa o osobinama izabrane vrste baze podataka. Sam programski kod je na ovaj način nezavistan od odabrane vrste skladištenja podataka, tako da promena bekend okruženja ili ne izaziva nikakve ili zahteva minimalne promene samog programa.
Klarion je razvio i dva vlastita ISAM sistema datoteka: Topspeed (TPS) i Clarion (DAT).
Klarion podržava sledeće formate podataka:
- ASCII
- Basic
- BTrieve
- Clarion (.DAT)
- TopSpeed (.TPS)
- Clipper
- DBaseIII
- DBaseIV
- DOS
- FoxPro/FoxBase
- MS-SQL (T-SQL)
- ODBC
- Pervasive SQL
- SQLLite
- MySQL
- Oracle
- ADO

Takođe, ODBC drajver omogućava pristup svakom ODBC izvoru podataka.  

## Spoljašnje veze
- Oficijelna internet prezentacija kompanije Softvelosity
- Klarion magazin